# Stan oblężenia (film 1972)
Stan oblężenia (fr. État de siège) – francuski dramat kryminalny z 1972 roku w reżyserii Costy-Gavrasa z Yves’em Montandem w roli głównej.

## Fabuła
W stolicy Urugwaju, Montevideo, Philip Michael Santore, amerykański doradca latynoskiej junty, zostaje porwany przez skrajnie lewicowych rebeliantów. Podczas przesłuchań wyznaje, że należy do CIA i jego zadaniem jest szkolenie policjantów do walki przeciw terrorystom. Jego zeznania zostają upublicznione, co powoduje kryzys rządowy.

## Produkcja
Zdjęcia kręcono na terenie Chile (Santiago, Valparaíso, Viña del Mar).

## Nagrody i wyróżnienia
Nagroda Louisa Delluca
- najlepszy film  francuski za rok 1972

Złoty Glob
- nominacja: najlepszy film zagraniczny

BAFTA
- nominacja: Nagroda im. Anthony’ego Asquitha – Mikis Theodorakis